# 洛爾巴赫河 (奧巴赫河支流)
50°1′4.66″N 9°26′25.87″E / 50.0179611°N 9.4405194°E

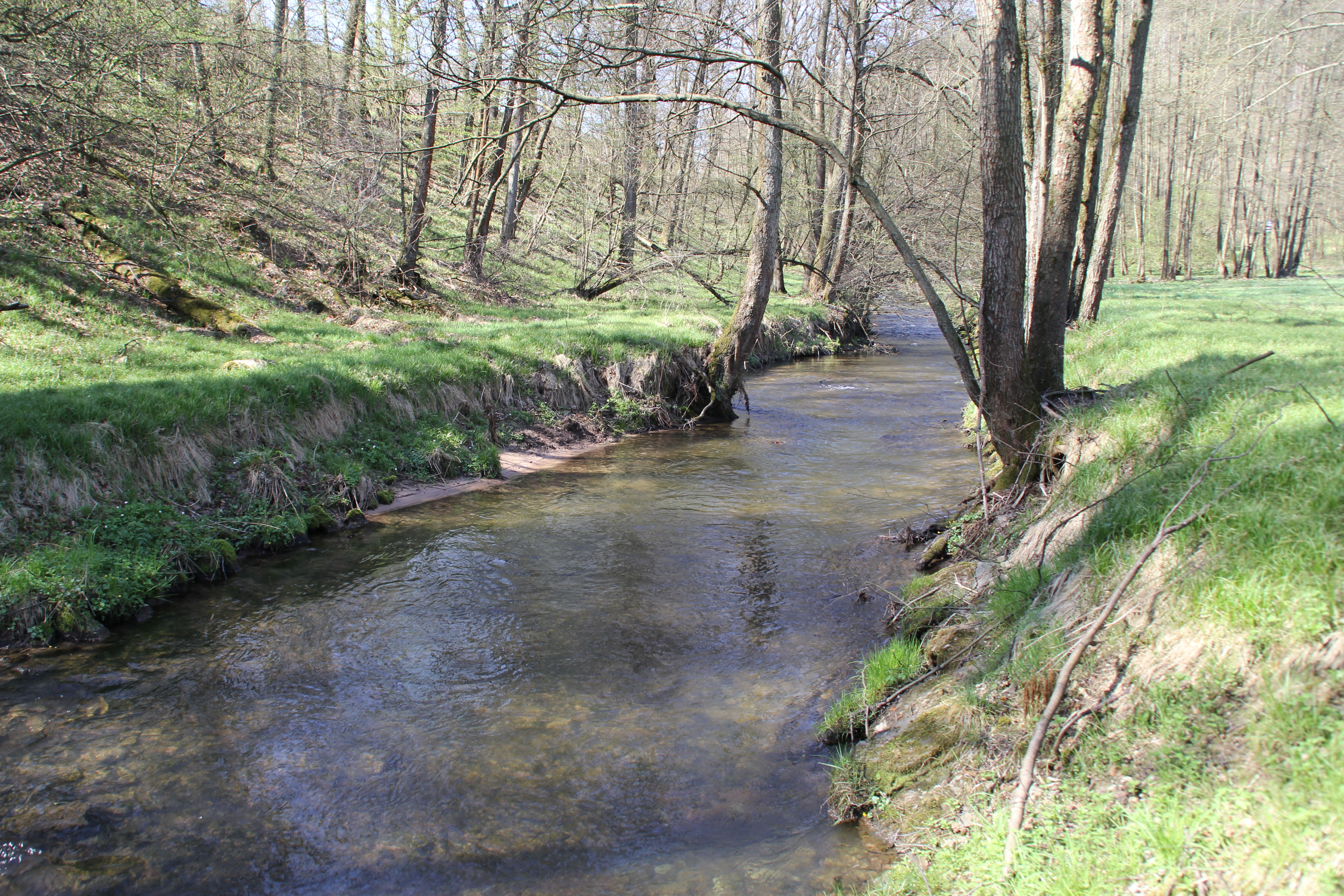
洛爾巴赫河（奧巴赫河支流）

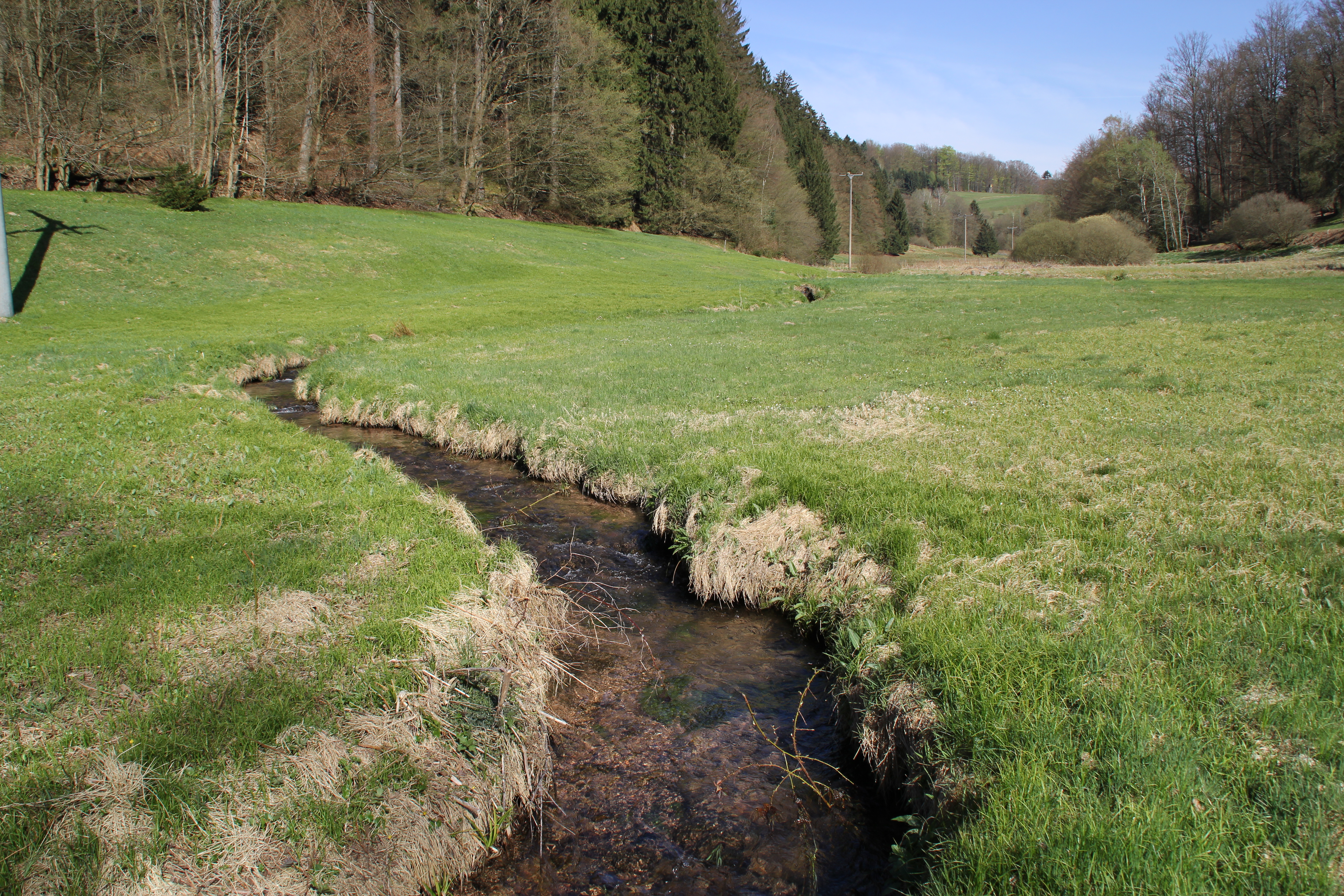
洛爾巴赫河（奧巴赫河支流）

洛爾巴赫河（德語：Lohrbach），是德國的河流，位於該國東南部，由巴伐利亞負責管轄，屬於奧巴赫河的右支流，河道全長11.3公里，流域面積53.5平方公里，發源自海因里希斯塔爾。